# Banbury
Banbury är en stad och civil parish i grevskapet Oxfordshire i England. Staden ligger i distriktet Cherwell vid floden Cherwell, 35 kilometer norr om Oxford och 60 kilometer sydost om Birmingham. Tätortsdelen (built-up area sub division) Banbury hade 46 525 invånare vid folkräkningen år 2011.
Banbury nämndes i Domedagsboken (Domesday Book) år 1086, och kallades då Banesberie. I staden fanns Banbury Castle, byggt 1135 av Lincolns dåvarande biskop. Det användes fram till 1700-talet då det förstördes i ett krig.
Oxfordkanalen byggdes 1778 och bidrog till att Banbury fick förbättrade kommunikationer vilket gynnade staden. 1850 fick Banbury järnväg, vilket ytterligare ökade tillväxten i staden. Idag går även motorvägen M40 förbi vilket ger staden ett strategiskt läge.
I Banbury produceras bland annat reservdelar till bilar.